# Xyphinus abanghamidi
Xyphinus abanghamidi är en spindelart som beskrevs av Christa L. Deeleman-Reinhold 1987. Xyphinus abanghamidi ingår i släktet Xyphinus och familjen dansspindlar. Inga underarter finns listade i Catalogue of Life.